# Exostyles godoyensis
Exostyles godoyensis là một loài thực vật có hoa trong họ Đậu. Loài này được Soares-Silva & Mansano mô tả khoa học đầu tiên năm 2004.